# Rompe hogares
Un destructor de hogares (a veces llamado rompe hogares o destruye familias) es una persona, objeto o actividad que causa o está cerca de causar la ruptura de un matrimonio (o una asociación similar). Se dice que el rompe hogares se llevó a uno de los cónyuges del matrimonio, "destruyendo" así el hogar conyugal. Más comúnmente, la etiqueta "rompe hogares" se aplica a una persona que tiene una aventura con el cónyuge o pareja de hecho de otra persona; también puede referirse a otras fuerzas que son destructivas para una relación marital y están vinculadas solo a una de las partes de esa relación.  

## Infidelidad
Cuando se usa "rompehogares" para describir a una persona, se aplica a alguien que rompe una relación preexistente al tener una aventura con uno de sus socios. Puede aplicarse con mayor frecuencia cuando la persona realmente tiene la intención de provocar la ruptura para reemplazar definitivamente a la pareja anterior. Homewrecking no se usa exclusivamente para describir la ruptura de matrimonios; también se usa en relación con otras relaciones a largo plazo que se asemejan al matrimonio, especialmente cuando hay hijos o propiedad conjunta.

## Rompe hogares sin aventuras
Con menos frecuencia, otras actividades intensas y/o que consumen mucho tiempo de una pareja conducen a relaciones rotas y se etiquetan como "destructores de hogares"; el alcoholismo, por ejemplo, ha sido identificado durante mucho tiempo como un rompehogares.  Los ejemplos más comunes son la adicción a las drogas, la adicción al juego, la violencia doméstica, por ejemplo, el abuso infantil y el control de la personalidad . Otros objetivos comunes para el etiquetado de rompehogares son la búsqueda intensa de una carrera, la devoción a un pasatiempo o la gestión de un negocio.  El tiempo dedicado a estas y otras actividades similares puede destrozar la vida hogareña normal y ganar el nombre de "rompe hogares".

Las aplicaciones sociales inmersivas basadas en Internet y la pornografía también se están etiquetando más comúnmente como destructores de hogares, especialmente cuando comparten los aspectos sociales y sexuales de tener una aventura. Los miembros de la familia pueden actuar como rompehogares alienando a una pareja, identificando las debilidades de una pareja y/o exacerbando los desacuerdos menores en problemas importantes.

## Etiquetado en disputa
El uso se disputa en situaciones en las que la relación estaba en problemas incluso sin la aventura. Por ejemplo, en un matrimonio que se tambalea, un marido separado puede tener una aventura, y la esposa puede culpar al presunto rompehogares por la ruptura del matrimonio, aunque la aventura en sí fue en parte el resultado de tensiones que la precedieron. Sin embargo, incluso en tales casos, la aventura puede ser un factor estresante adicional importante y hacer que la relación sea insalvable. Otros sugieren que las aventuras amorosas nunca deberían crear la impresión de que destruyen el hogar, ya que son las relaciones enfermizas las que conducen a las aventuras amorosas y que cualquier culpa por una aventura debería atribuirse más a la persona infiel que a un tercero.

## Otros usos

### Letras
Homewrecker se usa con frecuencia en el título de obras de artes escénicas, incluidas canciones, discos, películas, series de televisión y episodios de series de televisión. Ver Homewrecker (desambiguación) .

### Cócteles
Hay varios cócteles diferentes llamados "Homewrecker". Al igual que con muchas bebidas alcohólicas con nombre, hay un elemento de hipérbole en este nombre; puede relacionarse con la aplicación común del término al alcoholismo como factor estresante en el matrimonio, como se describió anteriormente. 
Las recetas para varias variaciones diferentes de cócteles "Homewrecker" incluyen:
- 2 oz de licor de melón, 2 oz de tequila, 2 oz de jugo de arándano, 1 oz de Jägermeister,[2]
- 1/2 onza Ron Malibú, 1/2 oz. Schnapps de durazno, 1/2 oz. Vodka, jugo de naranja, mezcla de daiquiri de fresa,[3] o
- 1 1/2 oz Old Overholt Rye, 1/2 oz Punt e Mes, 1/2 oz St. Germain, 1/2 oz Lemon Juice (de 1940)[4]

### Comportamiento antisocial
Scientific American, irónicamente, se refirió a la oxitocina como un rompehogares.  La hormona normalmente desencadena un instinto de anidación, lo que la convierte en una "constructora de casas", no en una destructora de casas. Pero con la exposición crónica en campañoles de la pradera, un estudio mostró un colapso de los instintos normales de anidación: los animales evitaban la unión de parejas y la crianza de los cachorros.  Esto plantea interrogantes sobre la creciente práctica de usar oxitocina para tratar trastornos del comportamiento como el autismo. 